# Livia Rossi (attrice)
Livia Rossi (Milano, 20 gennaio 1993) è un'attrice italiana.

## Biografia
Livia Rossi nasce a Milano, dove frequenta il Liceo ginnasio statale Alessandro Manzoni. Dopo la maturità frequenta la scuola del Piccolo Teatro.
Scoperta dal regista Gianni Amelio, ha preso parte a due suoi film: L'intrepido (2013) e Hammamet (2020), incentrato sugli ultimi anni di vita di Bettino Craxi e nel quale interpreta la figlia del noto politico socialista.

## Filmografia

### Cinema
- L'intrepido, regia di Gianni Amelio (2013)
- Hammamet, regia di Gianni Amelio (2020)
- La ragazza ha volato, regia di Wilma Labate (2021)
- L'uomo senza colpa, regia di Ivan Gergolet (2022)

### Televisione
- Call My Agent - Italia - serie TV, 4 episodi (2023)